# 農業委員会ネットワーク機構
農業委員会ネットワーク機構（のうぎょういいんかいネットワークきこう）は農業委員会等に関する法律（昭和26年3月31日法律第88号）第42条第1項に基づき、農林水産大臣、または、都道府県知事が、「農業委員会相互の連絡調整、情報提供等によるネットワークの構築及び当該ネットワークを活用した業務の実施を通じて農業委員会の事務の効率的かつ効果的な実施に資することを目的とする一般社団法人、または、一般財団法人であつて、農業委員会ネットワーク業務を適正かつ確実に行うことができると認められるものを、その申請により、全国、または、都道府県にそれぞれ一を限つて、農業委員会ネットワーク機構として指定したもの。
実際に指定されたものは、2015年の農業委員会等に関する法律（昭和26年3月31日法律第88号）の改正まで、同法に基づく法人であった全国農業会議所及び都道府県農業会議が、平成27年9月4日法律第63号附則第32条に基づき一般社団法人に組織変更したものが指定されており、団体の名称も従前の全国農業会議所及び都道府県農業会議のままである。